# The Monsanto Years
The Monsanto Years je šestatřicáté sólové studiové album kanadského hudebníka Neila Younga. Vydáno bylo koncem června roku 2015. Podíleli se na něm Lukas Nelson a jeho mladší bratr Micah Nelson, synového hudebníka Willieho Nelsona. Jde o konceptuální album, ve kterém autor kritizuje agrární společnost Monsanto.

## Seznam skladeb
1. „A New Day for Love“ – 5:52
2. „Wolf Moon“ – 3:52
3. „People Want to Hear About Love“ – 6:19
4. „Big Box“ – 8:17
5. „A Rock Star Bucks a Coffee Shop“ – 5:00
6. „Workin' Man“ – 4:43
7. „Rules of Change“ – 4:39
8. „Monsanto Years“ – 7:46
9. „If I Don't Know“ – 4:26

## Obsazení
- Neil Young – zpěv, kytara
- Lukas Nelson – kytara
- Micah Nelson – kytara
- Corey McCormick – baskytara
- Anthony Logerfo – bicí
- Tato Melgar – perkuse